# Sabellianisme
Het sabellianisme (of modalisme) is een vroeg-christelijke leer die evenals het adoptianisme gerekend wordt tot het monarchianisme. Het is vernoemd naar de mogelijk uit de Pentapolis afkomstige Sabellius, die sinds 215 leider was van de modalisten in Rome. Het sabellianisme werd door de Katholieke Kerk als ketterij veroordeeld. 
Sabellius leerde dat God slechts uit één Persoon bestaat, die zich in drie verschillende gedaanten (prosopa) of verschijningsvormen (modi) heeft geopenbaard. De term prosopa - identiek aan het Latijnse personae - werd oorspronkelijk gebruikt voor de verschillende rollen van een acteur, die middels verschillende maskers werden uitgebeeld. 
De kerkvader Tertullianus noemde de aanhangers van deze leer in zijn boek Adversus Praxean spottend patripassianen ('pater passus est' = de Vader heeft geleden), omdat de consequentie ervan was dat de Vader was gekruisigd. Een andere consequentie van deze ketterij zou zijn dat de Zoon komedie had gespeeld toen Hij tot Zijn Vader in de hemel bad, want dat was Hij dan immers Zelf. De leer is gebaseerd op het modalistische monarchianisme van Noëtius van Smyrna, die in de periode 190-200 op een synode reeds was veroordeeld. Sabellius was met diens leer in contact gekomen via diens leerling en diaken Epigonus. Sabellius' leer werd tot ketterij verklaard en Sabellius werd geëxcommuniceerd door paus Calixtus I. 
Het modalisme van Sabellius noodzaakte tot een duidelijkere terminologie in de theologie van de Katholieke Kerk. Het Latijnse begrip persona werd aangevuld met de term subsistentie, waarmee een door zichzelf existerende existentie wordt aangeduid. Later zou Thomas van Aquino spreken over "relationele subsistentie" van de Triniteit. In het oosten werden de begrippen ousia ("wezen") en hypostasis ("verwerkelijking van het wezen") nader uitgewerkt. 
Een aan het sabellianisme tegengestelde zienswijze is het tritheïsme, waarin de drie goddelijke personen op eigen gezag handelen en slechts door een morele wil gebonden zijn.  